# Евклид Мегарски
Вижте пояснителната страница за други личности с името Евклид.
Евклид (на старогръцки: Εὐκλείδης) е древногръцки философ, основател на Мегарската школа, учител на Евбулид Милетски.

## Биография
Роден е около 435 година пр. Хр. в Мегара. В Атина става последовател на Сократ. В края на V век става ученик на Сократ и присъства на смъртта му. След смъртта на Сократ Евклид се връща в Мегара и предлага убежище на Платон и други изплашени за съдбата си сократови ученици. Умира около 365 година пр. Хр.